# Mikosszéplak
Mikosszéplak község Vas vármegyében, a Vasvári járásban.

## Fekvése
Vasvár közelében, attól 13 kilométerre keletre fekszik; Zalaegerszegtől északra, Szombathelytől délkeletre található. Főutcája a Batyk és Szemenye (a 7328-as út és a 8-as főút) között húzódó 7359-es út, de a falu területén ér véget, az előbbibe beletorkollva két másik, négy számjegyű országos közút is: a 7365-ös számú út Hosszúpereszteg és a 8-as főút felől, illetve a rövidke 7384-es út, Bérbaltavár és a 7361-es út irányából.
Érdekesség, hogy a települést érintette volna az 1847-ben tervezett Sopron-Kőszeg-Szombathely-Rum-Zalaszentgrót-Nagykanizsa vasútvonal.

## Története
A település földesurai a 13–14. században a Németújváriak voltak, majd a Kanizsai család is szerzett itt birtokrészeket. A Kanizsai családtól az 1530-as években a Nádasdy család tulajdonába került a falu.
A 18. században zálogként a gróf Festetics családhoz került a falu, és valószínűleg a Festeticsek nevéhez fűződik a Mikosszéplak központjában álló régi kúria felépítése is, amely földszinti, boltozatos termeinek stílusjegyei alapján a 18. század második felében épülhetett.
A 18. század végén ismét a Nádasdy grófoké lett a település és kúria is, ugyanis Széplakot ők adták el a 19. század elején báró Mesznil Jánosnak, aki ezután a település belterületén álló régi kúriában lakott, majd tőle 1836-ban báró Mikos László Vas vármegyei főjegyző, királyi táblai ülnök, államtanácsos vásárolta meg a kúriát és a birtokot. A taródházi Mikosok 1669-ben kaptak nemességet, majd László államtanácsost 1825-ben magyar bárói rangra emelték. Mikos (I.) János Vas vármegyei főszolgabíró fiának, Edének a gyermekei már Széplakon születtek 1841-től, a família korábban (Sorkifalud)–Taródházán volt birtokos, amelyre Mikos László 1776-ban kapott királyi adományt Mária Teréziától.

### Mikosdpuszta
Mikosszéplak községtől keletre feküdt Mikosdpuszta, melynek korábbi neve Belső-Soreke volt. A pusztát akkor létesítették, amikor báró Mikos Ede a 19. század közepén itt építtette fel a romantikus historizmus stílusjegyeit magán viselő, neogótikus elemeket hordozó, rendkívül reprezentatív új kastélyát. A rezidenciát egy tölgyerdő tisztásán emelték, a tereprendezés során hatalmas földmunkát végeztek, és egy mesterséges dombot is létesítettek, hogy az új kastély helyét kialakítsák.
Az építkezés 1857 és 1866 között zajlott egy bécsi építész tervei alapján. Később a kastély bal oldali oldalhomlokzatához földszintes pálmaházat és gótizáló kápolnát építettek. (Egykor a hátsó homlokzat egyik tornyát magas toronysisak borította, amelyet később tűzveszélyessége miatt le kellett bontani.) Saját áramfejlesztő-telepet is létesítettek Mikosdon, a főépület vízvezetékeit és központi fűtését Angliából hozatott anyagokból készítették.

## Közélete

### Polgármesterei
- 1990–1994: Horváth István (független)[6]
- 1994–1998: Horváth István (független)[7]
- 1998–2002: Horváth István (független)[8]
- 2002–2006: Horváth István (független)[9]
- 2006–2010: Horváth István (független)[10]
- 2010–2013: Horváth István (független)[11]
- 2013–2014: Böröcz László (független)[12]
- 2014–2019: Böröcz László (független)[13]
- 2019–2024: Böröcz László (független)[14]
- 2024– : Böröcz László (független)[1]

A településen 2013. szeptember 22-én időközi polgármester-választást tartottak, az előző polgármester lemondása miatt.

## Népesség
A település népességének változása:
| Lakosok száma | 312  | 310  | 305  | 296  | 326  | 316  | 308  |
|               | 2013 | 2014 | 2015 | 2021 | 2022 | 2023 | 2024 |

A 2011-es népszámlálás során a lakosok 97,2%-a magyarnak, 1,2% németnek, 3,4% cigánynak mondta magát (1,5% nem nyilatkozott; a kettős identitások miatt a végösszeg nagyobb lehet 100%-nál). A vallási megoszlás a következő volt: római katolikus 85,1%, református 0,3%, evangélikus 1,2%, felekezet nélküli 4,6% (8,7% nem nyilatkozott).
2022-ben a lakosság 70,6%-a vallotta magát magyarnak, 3,4% cigánynak, 0,9% németnek, 0,6% egyéb, nem hazai nemzetiségűnek (28,8% nem nyilatkozott; a kettős identitások miatt a végösszeg nagyobb lehet 100%-nál). Vallásuk szerint 43,6% volt római katolikus, 2,1% evangélikus, 0,3% református, 1,2% egyéb keresztény, 0,6% egyéb katolikus, 5,8% felekezeten kívüli (46,3% nem válaszolt).

## Híres emberek
- 1938-ban itt született Hajba Antal kenus világbajnok.

## Nevezetességei

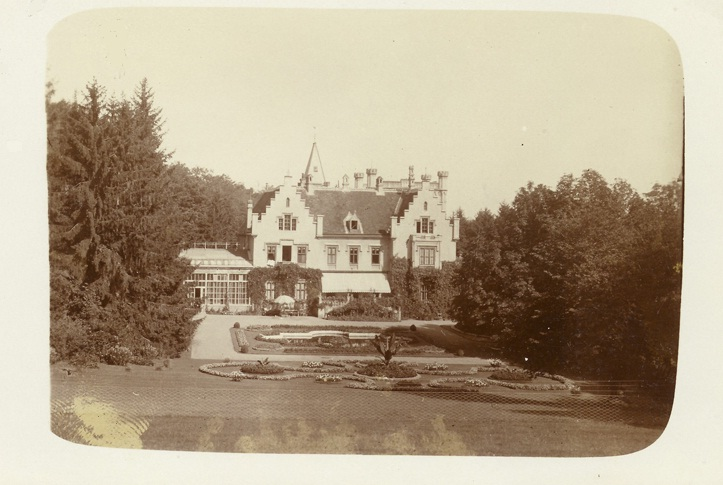
Mikosd-kastély

- Mikosd-kastély